# Generálplukovník

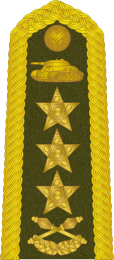
Hodnostní označení generálplukovníka československé lidové armády v letech 1960 - 1990

Generálplukovník je generálská vojenská hodnost, používaná v některých armádách obvykle jako ekvivalent hodnosti generála používané v jiných státech. Mezi státy tradičně používající tuto vojenskou hodnost patří Severní Korea a Rusko, stejně jako je úzce spojeno s vojenskou historií Německa, kde hodnost Generaloberst bývala výše než hodnost General, ale níže než hodnost Generalfeldmarschall.

## Prusko a Německo
Poprvé byla zavedena hodnost generálplukovníka (Generaloberst) v Prusku roku 1854 jako druhá nejvyšší hodnost pod generálem polním maršálem. Hodnost byla převzata německou armádou, odpovídala hodnosti generáladmirála (Generaladmiral) v námořnictvu, resp. SS-Oberst-Gruppenführer v jednotkách SS. Později byla převzata i některými dalšími armádami.

## Rakousko-Uhersko
V roce 1915 byla hodnost zavedena v armádě Rakousko-Uherska. Do roku 1918 bylo jmenováno 25 generálplukovníků (blíže viz Generálplukovníci rakousko-uherské armády)

## Sovětský svaz
V roce 1940 byla v Sovětském svazu hodnost generálplukovníka zavedena v Rudé armádě při přejmenování generálských hodností. Hodnost byla zařazena mezi armádním generálem (vyšší) a generálporučíkem (nižší), odpovídala hodnosti admirála v námořnictvu. V roce 1940 bylo jmenováno pouze sedm generálplukovníků, během druhé světové války jejich počet vzrostl na asi 150. Po rozpadu SSSR hodnost zůstala v armádách většiny postsovětských států – ruské, ukrajinské, běloruské (zde je nejvyšší hodností).

## Státy sovětského bloku
Po roce 1945 byl sovětský systém generálských hodností, včetně generálplukovníka, převzat armádami států sovětského bloku. V Československé armádě byla hodnost zavedena v r. 1951, když nahradila sborového generála, a byla zachována i v ČSLA. Armáda ČR hodnost při svém vzniku v r. 1993 převzala, ale po vstupu do NATO v r. 1999 ji zrušila.

## Čínská lidová republika
V Čínské lidové osvobozenecké armádě (ČLOA) byla při zavedení vojenských hodností roku 1955 zřízena i hodnost šang-ťiang (čínsky 上将; doslova „vrchní generál“). Odpovídala sovětské hodnosti general-polkovnik (rusky: генерал-полковник, česky: generálplukovník), byla druhou nejvyšší generálskou hodností, po armádním generálovi (ta-ťiang) a před generálporučíkem (čung-ťiang) a generálmajorem (šao-ťiang).
Roku 1965 byly vojenské hodnosti v ČLOA zrušeny. Obnoveny byly roku 1988, včetně hodnosti šang-ťiang. Od roku 1994, po zrušení vyšší hodnosti i-ťi šang-ťiang (která roku 1988 nahradila hodnost ta-ťiang) se stala nejvyšší čínskou generálskou hodností.